# Эрнандес, Хуан Луис
Хуан Луис Эрнандес Фуэнтес (исп. Juan Luis Hernández Fuertes; 26 июня 1949, Мадрид) — испанский футбольный тренер.

## Карьера
Начинал свою карьеру с малоизвестными испанскими командами. В 1986 году специалист переехал на постоянное место жительства в Коста-Рику. Вместе с клубом «Эредиано» побеждал в чемпионате этой страныref. В девяностые годы дважды возглавлял сборную Коста-Рики. Несмотря на его успехи, многие специалисты противоречиво относились к работе испанца.
В качестве главного тренера провёл 696 матчей в чемпионате Коста-Рики. 
Завершил тренерскую карьеру из-за проблем со здоровьем. С 2014 году у Эрнандеса был диагностирован ряд онкологических заболеваний (рак предстательной железы и рак толстой кишки 4 стадии, рак кожи), а также болезнь Паркинсона. Ему было проведено несколько операций в Мадриде.

## Достижения
- Чемпион Коста-Рики (1): 1992/93.